# Teen Choice Awards 2006
L'8ª edizione dei Teen Choice Awards si è tenuta il 20 agosto 2006 presso il Gibson Amphitheatre di Los Angeles, California. L'evento è stato condotto da Dane Cook e Jessica Simpson.

## Performance
- Nelly Furtado & Timbaland - Promiscuous
- Rihanna - SOS
- Kevin Federline - Lose Control

## Vincitori

### Cinema
- Miglior film d'azione/avventura: Pirati dei Caraibi - La maledizione del forziere fantasma
- Miglior film drammatico: Harry Potter e il calice di fuoco
- Miglior commedia: She's the Man
- Miglior film horror/thriller: Red Eye
- Chick Flick: Se solo fosse vero
- Liplock: Keanu Reeves e Sandra Bullock - La casa sul lago del tempo
- Miglior attore di film drammatico/azione/avventura: Johnny Depp (Pirati dei Caraibi - La maledizione del forziere fantasma)
- Miglior attrice di film drammatico/azione/avventura: Jennifer Hudson (Dreamgirls)
- Miglior attore di film d'azione/avventura: Johnny Depp (Pirati dei Caraibi - Ai confini del mondo)
- Miglior attrice di film d'azione/avventura: Reese Witherspoon (Quando l'amore brucia l'anima - Walk the Line)
- Miglior attore di commedia: Johnny Depp (La fabbrica di cioccolato)
- Miglior attrice di commedia: Rachel McAdams (La neve nel cuore, 2 single a nozze - Wedding Crashers)
- Miglior intesa: Jennifer Aniston e Vince Vaughn (Ti odio, ti lascio, ti...)
- Premio Scream Scene: Keira Knightley (Pirati dei Caraibi - La maledizione del forziere fantasma)
- Premio Rumble: Orlando Bloom vs. Jack Davenport (Will Turner vs. Commodore) - Pirati dei Caraibi - La maledizione del forziere fantasma
- Miglior attore emergente: Channing Tatum (She's the Man)
- Miglior attrice emergente: Jessica Simpson (Hazzard)
- Miglior cattivo: Bill Nighy (Pirati dei Caraibi - La maledizione del forziere fantasma)
- Hissy Fit: Keira Knightley (Pirati dei Caraibi - La maledizione del forziere fantasma)
- Miglior film estivo commedia: Ricky Bobby - La storia di un uomo che sapeva contare fino a uno
- Miglior film estivo drammatico/azione/avventura: Pirati dei Caraibi - La maledizione del forziere fantasma

### Televisione
- Miglior film TV:
- Miglior serie televisiva drammatica: The O.C.
- Miglior serie televisiva commedia: High School Musical
- Miglior cartone animato: I Griffin
- Miglior reality show/varietà: American Idol
- Miglior attore di TV drammatico: Adam Brody (The O.C.)
- Miglior attrice di TV drammatica: Rachel Bilson (The O.C.)
- Miglior attore di TV commedia:
- Miglior attrice di TV commedia:
- Miglior altruista: Allison Mack (Smallville)
- Miglior show emergente: So You Think You Can Dance
- Miglior emergente: Zac Efron (High School Musical)
- Miglior personalità: Ashton Kutcher - Punk'd
- Miglior partecipante uomo a reality/varietà: Drew Lachey (Dancing with the Stars)
- Miglior partecipante donna a reality/varietà: Lauren Conrad (The Hills)
- Parental Unit: Lauren Graham - Una mamma per amica

### Musica
- Miglior singolo: Dance, Dance - Fall Out Boy
- Miglior artista maschile: James Blunt
- Miglior artista femminile:
- Miglior artista rap:
- Miglior artista R&B: Rihanna
- Miglior gruppo rock: Fall Out Boy
- Miglior artista emergente - donna: Rihanna
- Miglior artista emergente - uomo: Chris Brown
- Miglior gruppo emergente:
- Miglior canzone d'amore: What's Left of Me - Nick Lachey
- Miglior brano R&B/hip hop: Promiscuous - Nelly Furtado feat. Timbaland
- Miglior brano rap: Ridin' - Chamillionaire feat. Krayzie Bone
- Miglior brano rock: Dance, Dance - Fall Out Boy

### Altri premi
- Miglior comico: Adam Sandler
- Miglior star sportiva d'azione maschile: Shaun White
- Donna più carina: Jessica Alba
- Uomo più carino: Orlando Bloom